# 우크라이나의 부정부패
우크라이나의 부정부패는 1991년 소련의 붕괴로 거슬러 올라가는 사회에 영향을 미치는 중요한 문제이다. 소련으로부터의 독립을 선언한 후, 우크라이나는 경찰, 정당, 산업의 부패를 이용하여 권력을 얻은 다양한 정치 스펙트럼의 정치인들뿐만 아니라 범죄 조직 보스들과 올리가르히들과 마주했다. 우크라이나는 여전히 유럽에서 부패한 국가 중 하나로 간주되지만, 2015년 이후 꾸준히 개선되고 있다.

## 역사
현대 우크라이나 부패는 1980년대 소련 조직범죄와 연계된 개인들이 노멘클라투라(우크라이나를 포함한 소련의 지배 엘리트)에 통합된 것으로 거슬러 올라갈 수 있다.
총리였던 파블로 라자렌코는 1억 1,400만에서 2억 미국 달러 사이를 횡령한 혐의를 받는다.
독립 후, 우크라이나는 1990년대와 2000년대 초반에 다소 폭력적인 부패 시기를 겪었다. 미국 외교관들은 케이블게이트에 따르면 대통령 레오니드 쿠치마 (1994년부터 2005년까지 재임)와 빅토르 유셴코 (2005년부터 2010년까지 재임) 치하의 우크라이나를 도둑정치라고 묘사했다.
산업, 관광 및 항구로부터의 수입 때문에, 이것은 특히 도네츠크주에서 문제였다. 2005년, 도네츠크에서 사업가, 판사, 변호사, 수사관들의 대규모 묘지가 발견되었다. 도네츠크의 전 주지사 빅토르 야누코비치와 그의 지역당은 조직범죄와 밀접한 관계를 맺고 있다고 비난받는 사람들 중 하나였다. 야누코비치는 그럼에도 불구하고 2010년 선거에서 우크라이나의 대통령으로 선출되었다. 그러나 2014년, 그는 유럽 연합과의 무역 협정 체결을 거부한 후 발발한 유로마이단으로 전복되었다. 많은 시위자들은 부패를 불만의 가장 중요한 이유로 꼽았다. 야누코비치는 전임자들보다 친러 성향이 강하다고 여겨져, 우크라이나 민족주의자들은 부패가 자국의 러시아와의 관계와 연관되어 있다고 주장했다. 존엄의 혁명 이후 우크라이나에서는 경찰 개혁, 공공 조달, 국영 산업 해체를 통한 낭비 감소로 부패 개혁이 어느 정도 성공을 거두었지만, 비평가들은 이러한 진전이 제한적이라고 지적했다.
우크라이나는 2022년 러시아 침공 기간 동안 전례 없는 재정 지원을 받으면서 부패 문제에 대해 더욱 면밀한 조사를 받게 되었다. 2023년 1월, 5명의 주지사를 포함한 여러 고위 공무원들이 부패 스캔들로 인해 해고되었다. 국방부 차관 비아체슬라우 샤포발로우는 국방부의 대규모 조달 스캔들 이후 사임했고, 대통령실 부실장 키릴로 티모셴코도 사임했다. 며칠 전, 인프라부 차관은 우크라이나 당국에 따르면 40만 달러의 뇌물을 받는 동안 부패 방지 기관에 의해 구금된 후 해고되었다.
개선에도 불구하고, 유럽 연합에 가입하기 위해서는 부패가 여전히 해결해야 할 영역으로 남아있다.

## 부패에 대한 비교 연구
일코 쿠체리우 민주 이니셔티브 재단의 1995년 설문조사에서 응답자의 42%가 부패는 "객관적인 근거가 없는 부끄러운 현상"이라고 답했고, 36%는 부패가 "사회적 전통의 구성 요소"라고 답했다. 남우크라이나와 서우크라이나 응답자들은 부패가 "사회적 전통의 구성 요소"라고 답한 경우가 더 많았다(42%와 43%). "객관적인 근거가 없는 부끄러운 현상"이라는 응답은 중앙 우크라이나 (48%)와 동우크라이나 (53%) 응답자들이 더 많이 선택했다.
2012년 언스트 엔 영은 우크라이나를 조사 대상 43개국 중 콜롬비아 및 브라질과 함께 가장 부패한 세 나라 중 하나로 꼽았다. 2015년 가디언은 우크라이나를 "유럽에서 가장 부패한 국가"라고 불렀다. 2017년 언스트 엔 영이 실시한 여론 조사에 따르면, 전문가들은 우크라이나를 조사 대상 53개국 중 9번째로 부패한 국가로 간주했다.
국제 투명성 기구의 2024년 부패 인식 지수 (CPI)는 0점("매우 부패함")에서 100점("매우 깨끗함")까지의 척도로 180개국을 평가했으며, 우크라이나는 35점을 받았다. 점수별 순위에서 우크라이나는 180개국 중 105위를 차지했으며, 1위 국가의 공공 부문은 가장 정직하다고 인식된다. 지역 점수와 비교하면, 동유럽 및 중앙아시아 국가 중 최고 점수는 53점, 평균 점수는 35점, 최저 점수는 17점이었다. 전 세계 점수와 비교하면, 최고 점수는 90점(1위), 평균 점수는 43점, 최저 점수는 8점(180위)이었다. 우크라이나의 2023년 CPI 점수에 대해 국제 투명성 기구는 우크라이나의 점수가 11년 동안 꾸준히 개선되어 2022년 점수에서 3점 상승했다고 언급했다.
사법 자치 기구 재편 및 사법 독립성 강화를 포함한 사법 시스템 개혁에 대한 집중이 핵심이었다. 반부패 기관(NABU)과 반부패 검찰 기관(SAPO)의 역량 및 독립성을 강화하기 위한 노력은 국가 반부패 전략 및 포괄적인 이행 프로그램과 함께 지속적인 반부패 노력의 견고한 기반을 제공했다.
그러나 국제 투명성 기구는 계속해서, 이러한 기관들이 탐지하고 기소하는 고위급 부패 사건의 우려스러운 숫자는 아직 많은 노력이 필요함을 보여준다고 말했다.
2010년대에 저명한 우크라이나 경제학자 올레흐 하브릴리신은 국제 투명성 기구에서 제공한 데이터를 기반으로 광범위한 국제적 맥락에서 우크라이나 부패를 비교 연구했다. 이 연구는 우크라이나의 부패 수준이 사하라 이남 아프리카 국가들과 비슷하며 우간다와 가장 유사하다고 추정했다.

## 부패의 종류
우크라이나의 부패는 소련 해체 이후 조직범죄 및 정당과 유사한 경로를 따랐다.

### 뇌물
2000년대에는 공공 서비스가 제때 또는 전혀 제공되지 않을 경우를 대비하여 뇌물이 제공되었다. 우크라이나인들은 뇌물을 주는 것이 관례이며 예상되는 일이라고 생각했기 때문에 뇌물을 주었다고 진술했다. 가장 큰 뇌물 중 일부는 100만 미국 달러 이상이었다. 2008년 Management Systems International (MSI)의 사회학적 조사에 따르면, 가장 높은 부패 수준은 차량 검사(58%), 경찰(54%), 의료(54%), 법원(49%), 고등 교육(44%)에서 발견되었다. 2011년 우크라이나 대통령 빅토르 야누코비치는 부패로 인해 국가 예산에서 매년 25억 미국 달러의 수입이 손실되고, 공공 조달의 부패한 거래를 통해 국가 예산의 10%에서 15%(74억 미국 달러)가 "공무원들의 주머니"로 들어간다고 밝혔다.
2006년 미국 국제개발처 (USAID)에 따르면, 우크라이나 부패의 주요 원인은 훼손된 사법 제도와 과도하게 통제적이며 불투명한 정부, 그리고 러시아와의 비즈니스-정치적 유착 및 약화된 시민 사회였다. 부패는 우크라이나의 언론에서 정기적으로 논의된다.
2016년, IMF 우크라이나 파견 단장은 부패 감소가 국제 지원 지속의 핵심 시험대라고 밝혔다. 일부 서방 분석가들은 대규모 해외 차관이 개혁을 장려하기보다는 부패한 자금 유출을 가능하게 한다고 보았다. 미국 국무부 차관보 빅토리아 눌런드는 우크라이나에 부패 공무원 기소를 촉구하며 다음과 같이 말했다. "우크라이나 국민을 너무 오랫동안 속여온 사람들을 감금할 때가 되었고, 부패라는 암을 뿌리 뽑을 때가 되었다."
2013년 국제 투명성 기구의 국제 부패 인식 지수에서 우크라이나인들은 지난 2년간 뇌물을 가장 흔히 지불했던 기관이 경찰(조사 대상 우크라이나인의 49%가 그렇게 했다), 의료 및 보건 서비스(41%), 그리고 교육 시스템(33%)이라고 보고했다. 2000-2010년 반복된 조사에서 대다수의 우크라이나인들은 정부와의 부패한 거래를 스스로 보고했다.
2008년에는 21%가 지난 12개월 동안 자신 또는 가족 구성원이 어떤 형태로든 뇌물을 지불했다고 응답했다. 2001년 GfK 설문조사에서는 43%가 개인적으로 뇌물을 준 적이 없다고 밝혔다.

### 정치적 부정부패
우크라이나 독립 후 수년 동안, 주로 "행정 자원"의 사용을 통해 부정 선거가 만연했다. 반면, 타라스 쿠지오에 따르면, 우크라이나의 부정 선거는 전체 투표의 5%에 불과했다. 2004년 대통령 선거의 초기 투표가 끝난 후, 우크라이나 대법원은 선거 사기의 규모로 인해 선거 결과를 확정하는 것이 불가능하다고 판결하고 재투표를 명령했다. 그 후, 노골적인 투표 조작은 줄어들었지만, 정치인들은 여전히 부정 선거를 주장했고, 특정 정당을 위해 더 많은 표를 얻기 위한 행정적 수법은 사라지지 않았다. 우크라이나 유권자들은 선거 과정의 정직성에 대해 여전히 매우 회의적이었다. 부정 선거에 가담하는 유권자는 최대 2년의 징역형에 처해지지만, 활동가들은 우크라이나 독립 이후 유권자 사기로 처벌받은 사람이 아무도 없다고 말한다.
2000년대에 미국 외교관들은 여러 우크라이나 국영 기업의 민영화가 정치적 친구들에게 유리하게 조작되었다고 주장했다. 지역 수준에서는 토지 할당과 관련하여 부패가 발견되었다.
2010년경 우크라이나 정치인들은 서로를 부패로 비난하면서도 자신들은 부패와 싸우고 있다고 주장했다. 2012년 초 미래를 위한 개혁 의회 정파에 위장 잠입한 로만 자브잘리욱은 이 정파가 "다른 의회 그룹에서 '탈당'하는 대가로 회원들에게 50만 미국 달러를 '구매'했으며, 매월 2만 달러에서 2만 5천 달러의 월급을 지급했다"고 주장했다. 반면 미래를 위한 개혁은 자브잘리욱이 "매우 심각한 질병을 앓고 있는 척"했으며, 그룹이 자브잘리욱이 이스라엘에서 수술을 받도록 10만 달러 가량을 모금했다고 반박했다.
2011년부터 대통령, 최고 라다 의장, 총리, 검찰총장, 장관 및 기타 우크라이나 고위 공무원들은 부패로 기소될 수 있다. 2010년 이후 우크라이나 언론은 당시 집권 중이던 지역당과 연계된 공무원, 정치인, 사업가들이 일반 용의자들에게는 전례 없는 관용을 보인 수천 건의 형사 사건을 보도했다.
내무부 장관 비탈리 자하르첸코는 2012년에 2010년 이후 약 400명의 정치인이 부패와 관련하여 형사 고발을 당했다고 밝혔다. 이들 대부분은 지역당 출신이었고, 그 다음으로는 율리야 티모셴코 블록과 우리 우크라이나-인민 자위 블록 소속이었다.
2010년대 초반 우크라이나 언론, 특히 우크라인스카 프라우다는 우크라이나 정치인과 공무원들의 백만장자 생활 방식을 그들의 신고된 공식 소득과 전혀 일치하지 않는다고 정기적으로 폭로했다.
역사학자 앤드류 윌슨에 따르면, 2016년 현재 부패 감소 진전은 미미했다. 2015년 설문 조사에 따르면 성인의 72%가 개혁 진전 부족의 원인으로 "권력 부패"를 꼽았다.
2016년 국회의원들의 재산 신고 의무화로 인해 413명의 국회의원이 총 4억 6천만 달러의 재산을 신고했다. 대중의 비판에 반응하여 국회의원들은 월급을 두 배로 인상할 예정이었던 급여 인상을 취소했다. 이 조치는 2014년에 통과된 반부패 패키지의 일부였으며, 이는 우크라이나에 대한 국제 재정 지원의 필수 요건이자 유럽 연합 내 무비자 여행 자격의 전제 조건이었다.

#### 지방 정치
21세기 초반, 여러 우크라이나 시장들은 자신의 직위를 이용하여 자신의 사업 이익을 도모했다는 의심을 받았다.
2013년 체르카시의 전 시장 세르히 오다리치는 시 예산에 ₴600,000의 손실을 입힌 혐의를 받았다.

### 사법 부패
2010년대 초반, 우크라이나 정치인과 분석가들은 우크라이나의 사법 시스템이 "근본적으로 썩었다"고 묘사했으며 판사들에게 가해지는 정치적 압력과 부패에 대해 불평했다. 독립 변호사들과 인권 운동가들은 우크라이나 판사들이 특정 판결을 내리도록 정기적으로 압력을 받았다고 불평했다. 우크라이나의 사법 시스템은 널리 부패한 것으로 여겨졌다. 2009년 우크라이나 법무부 조사에 따르면 응답자의 10%만이 국가의 법원 시스템을 신뢰했다. 30% 미만이 여전히 공정한 재판을 받을 수 있다고 믿었다. 사법권의 독립은 원칙적으로 존재하지만, 실제로는 사법 권력과 정치 권력의 분리가 거의 없었다. 판사들은 정치 및 사업 이익의 압력을 받았다.
2017년 로이터 기사는 당시 볼로디미르 흐로이스만 총리의 말을 인용하여 "우리 부패와의 싸움에서 가장 약한 고리는 우크라이나 법원"이라고 언급하며, "연봉 1만~1만 3천 달러를 받는" 판사 30명이 포르쉐를 소유하고 있는 예를 들었다. 또 다른 예로, 2012년 우크라이나 보안국 부국장 볼로디미르 로키츠키는 불법 마약 퇴치에 전념하는 우크라이나-미국 합동 행사에서 연간 공식 소득에 해당하는 가격인 32,000 미국 달러짜리 고급 손목 시계를 착용하고 있는 모습이 대중에게 포착되었다. 2010년대에 우크라이나 판사들은 뇌물을 받다가 체포되었다.
2010년대 초 비평가들은 또한 공무원들과 그들의 자녀들(후자는 "마조리"로 알려져 있음)이 일반 시민들에 비해 유리한 판결을 받았다고 불평했다.
2018년 키이우 포스트는 새로운 우크라이나 고등반부패법원의 후보 중 일부가 부패 혐의를 받거나 연루되었다고 보도했다. 오토마이단, 데주르 및 반부패 활동 센터는 윤리 위원회의 2022년 6월 고등사법위원회 지명 및 제외 결정이 부패와 관련된 판사들을 포함하고 있으며, 반부패 내부고발자 판사 라리사 골니크를 부당하게 제외했다고 비판했다.
2023년 5월, 우크라이나 국가반부패국과 우크라이나 반부패 특별검찰청의 명령에 따라, 우크라이나 대법원장 브세볼로드 크니아지에우는 뇌물을 받는 혐의로 구금되었다. 우크라이나 국가반부패국(NABU)과 반부패 특별검찰청(SAPO)은 소셜 미디어 계정을 통해 우크라이나 대법원의 부정부패 혐의를 보고했다. 반부패 당국은 "NABU와 SAP은 대법원에서 대규모 부패를 밝혀냈으며, 특히 대법원 지도부와 판사들이 부당하게 이익을 취하려는 계획을 밝혀냈다"고 밝혔다.

### 공공 부문의 부패
2015년에 우크라이나의 국영 원자력 발전소 운영사인 에네르고아톰에 대해 부패 의혹이 제기되었다. 2016년에는 에네르고아톰의 자산과 은행 계좌가 미납된 부채 혐의로 우크라이나 법원에 의해 동결되었으며, 에네르고아톰은 이에 대해 항소했다.
2016년, 우크라이나의 주요 지방 고속도로 중 다수가 매우 열악한 상태였으며, 우크랍토도르(Ukravtodor) 관계자는 도로의 97%가 수리가 필요하다고 밝혔다. 도로 수리 예산은 약 200억 흐리우냐로 책정되었지만, 부패로 인해 예산이 제대로 사용되지 않았다.

#### 고등 교육의 부패
2000년대와 2010년대에 우크라이나의 고등 교육은 뇌물로 몸살을 앓았다. 2011년에는 모든 학생의 33%가 학교에서 부패를 경험했다고 주장했으며, 29%는 다른 학생들로부터 부패 사례에 대해 들었고, 38%는 부패를 경험하지 않았다고 밝혔다. 국제 투명성 기구의 2008년 연구에 따르면, 대학생의 47.3%가 뇌물을 요구받았다고 진술했으며, 이 중 29%는 자발적으로 뇌물을 지불했다. 학생들은 대학 입학, 시험 결과, 박사 및 석사 논문 평가를 "살 수" 있었다.
뇌물은 시험 합격을 위한 10달러에서 50달러, 대학 입학을 위한 수천 달러에 달했다. 정부 소식통에 따르면, 뇌물은 80달러에서 21,500달러까지 다양했다. 우크라이나에서 교사와 교수의 봉급은 다른 직업에 비해 낮았고, 이는 그들이 뇌물을 요구하도록 유혹했을 수 있다. 아라라트 오시피안에 따르면, 우크라이나의 대학과 대학교에는 완전한 부패 계층이 형성되었다. 이러한 계층은 1990년대 이후 통제되지 않고 만연한 부패의 결과로 진화했다. 아라라트는 2010년에 부패한 지배 체제가 부패한 대학을 통제하고 선거 중에도 준수하도록 강요한다고 주장했다. 이는 대학들이 여전히 스탈린주의적 관료 체제를 유지하고 변화할 수 없는 상태에 있었기 때문에 더욱 심화되었다.
2015년까지 대학 자율성은 전무했다. 2015년 우크라이나 의회는 대학에 재정 통제권을 포함한 더 많은 자율성을 부여하는 새로운 고등 교육법을 통과시켰다. 목표는 민간 투자, 기금 모금 및 기부금 조성을 장려하는 것이었다.
2000년대에 우크라이나 정부 관리들은 위조된 대학 졸업장을 소지한 채 적발되었다.

#### 사회 보장 시스템의 부패
2012년 대통령 빅토르 야누코비치는 사회 서비스 기금의 약 23%만이 실제로 필요한 사람들에게 돌아간다고 보고했다. 우크라이나 언론은 국회의원조차 전쟁 및 체르노빌 참전 용사를 사칭하여 불법적으로 사회 혜택을 받았다는 수많은 이야기를 보도했다.

#### 의료 부패
국영 병원의 의료 서비스는 이론상 우크라이나인에게 무료였지만, 21세기 초에는 필요한 치료를 받기 위해 돈을 지불하는 환자가 만연했다. 2012년 시민 단체들은 보건부 관리들이 AIDS 환자 치료에 사용되어야 할 돈을 부풀려진 가격으로 AIDS 약품을 구매하고 리베이트를 받아 횡령했다고 비난했다.

### 부패와 사업
2011년 OECD는 부패가 우크라이나에서 사업을 하는 데 "중대한 장애물"이라고 밝혔다.
2011년과 2012년에 언스트 엔 영이 실시한 연구에 따르면, 고위 경영진이 뇌물을 받는 행위는 2011년에 9%, 2012년에 15% 증가했다. 또 다른 4%는 재정 실적의 세부 사항을 숨기기 위해 뇌물을 지불할 의사가 있었다.
2016년, 정치인 나탈리아 코롤렙스카는 "부패로 인해 사업은 현재 우리 경제의 45%를 차지하는 그림자 경제로 진입했다"고 추정했다.
2010년대 초반, 한 영국 기반 기업의 대표는 비우크라이나 기업들이 뇌물을 주지 않거나 경쟁사보다 "더 많은 뇌물을" 주지 못하면 종종 계약을 잃었다고 주장했다. 우크라이나인들과 사업 대표들은 "일정 수준 이상의 사업 벤처는 어떤 수준의 공무원에게 뇌물을 줘야 한다"고 주장했다.

## 부패의 대가
아라라트 오시피안에 따르면 만연한 부패로 인해 우크라이나는 2000년대에 경제 성장 추세를 유지하지 못했다. 빅토르 야누코비치 대통령 재임 기간에 만연했던 무모한 부패는 2014년 그의 몰락에 기여했고, 국군은 러시아의 크림반도 침공에 제대로 대응하지 못했다.
2008년 국제 투명성 기구는 모든 우크라이나인의 30%에서 50%가 정부 부패를 경험했다고 추정했다. 유하니 그로스만(Management Systems International 프로젝트 등에서 근무)은 2009년에 "우크라이나인들은 매년 약 35억 흐리우냐, 즉 4억 달러 이상의 뇌물을 지불한다"고 주장했다. 전년도에는 그 수치가 7억 달러였다고 주장했다.

## 반부패 노력
2004년 말 당선된 대통령 빅토르 유셴코는 "부패와의 전쟁"을 약속했다. 2005년 초 실제로 여러 공무원들이 체포되거나 심문을 받았다(그 중에는 보리스 콜레스니코우와 유리 보이코가 있었는데, 이들은 나중에 아자로프 정부의 장관이 되었다).
올렉산드르 투르치노우, 전 우크라이나 보안국 국장은 2005년 여름 유셴코가 투르크메니스탄산 천연가스의 우크라이나 운송 과정에서 발생한 사기 혐의에 대한 조사를 막고, 나프토가스를 이끌던 보이코를 직권남용죄로 체포하는 것을 막았다고 주장했다.
2005년 자유유럽방송과의 인터뷰에서 투르치노우는 유셴코가 8월 중순에 자신에게 "내 사람들을 괴롭히는 것을 멈추라"고 말했으며, 로스우크르에네르고에 대한 조사가 "러시아 대통령 블라디미르 푸틴과 갈등을 일으키고 있다"고 말했다고 진술했다. 2008년 조사에 따르면 우크라이나 국민의 73%가 두 번째 티모셴코 정부의 반부패 조치가 비효율적이라고 생각했다. 미국과 영국에서는 각각 73%와 39%가 유사한 수치를 보였다. 2001년, 레오니드 쿠치마가 대통령이었을 때 실시된 설문조사에서 우크라이나인의 80%가 "현 정부는 부패를 처벌하는 데 진정한 관심이 없다"는 진술에 "전적으로/상당히 동의"했다.
우크라이나는 2006년 유럽평의회 부패감시국에 가입했다.
수년에 걸쳐 우크라이나 의회는 여러 반부패 법안을 통과시켰다. 2011년 9월에는 국가 반부패 위원회가 도입되었다.
전임자 유셴코처럼, 빅토르 야누코비치 대통령(및 그의 아자로프 정부)은 반부패 투쟁을 국내 정책의 핵심으로 삼았다. 야누코비치의 정치적 반대자들은 그가 정치적 동기를 가진 재판을 위해 반부패 캠페인을 이용한다고 비난했으며, 우크라이나의 일반 대중도 대체로 이 견해를 공유했다. 야누코비치 대통령은 이를 부인했다.
국제반부패기관협회는 2011년 4월 "2010년 부패와의 전쟁에서 놀라운 성공"을 거두었다고 밝혔다. 유럽 연합 대사, 호세 마누엘 핀토 테이셰이라(Jose Manuel Pinto Teixeira)는 2012년 2월 28일 투자 회의에서 야누코비치의 개혁 약속이 "안타깝게도 그러한 결과를 낳지 못했다"고 밝혔다.
2014년 5월, 반부패 이니셔티브가 설립되었다. 12월, 이 이니셔티브는 리투아니아 경제학자이자 전 유럽연합 세금 및 관세 동맹, 감사 및 사기 방지 집행위원이었던 알기르다스 셰메타를 기업 옴부즈맨으로 임명했다.
부패 수사를 담당하는 우크라이나 국가반부패국 (NABU)은 이전의 국가 반부패 위원회가 실패한 것으로 간주된 후 2015년 3월에 설립되었다. 부패를 예방하는 체계적인 변화를 설계하고 구현하기 위해 2015년에 국가부패방지청이 설립되었다.
2015년 페트로 포로셴코 대통령은 핵심 산업 지역인 드니프로페트로우스크의 억만장자 주지사 이호르 콜로모이스키를 해고했다. 이는 키이우에 있는 국영 석유 회사 사무실을 콜로모이스키와 연관된 것으로 의심되는 무장 괴한들이 잠시 점거한 이후였다.
2018년에는 부패 관련 사건을 직접 우크라이나 고등반부패법원으로 가져가야 한다는 법률이 발효되었다. 2018년 6월 포로셴코 대통령은 2018년 말 이전에 법원이 설립될 것으로 예상했다. 2019년에는 고등반부패법원이 업무를 시작했다.
IMF는 올리가르히들이 법원을 이용해 구제금융 자금을 압수할 것을 우려했기 때문에, 의회는 2020년 은행 국유화를 되돌리는 것을 막는 법안을 통과시켰다. 이 법안은 올리가르히 이호르 콜로모이스키와 다른 사람들이 2016년 55억 달러의 구제금융을 받았고 콜로모이스키 밑에서 "돈세탁 기계"로 알려진 프리바트은행의 통제권을 되찾으려는 소송에 대응하기 위한 것이었다.
2020년 우크라이나 헌법재판소는 의무적인 소득 전자 신고를 포함한 반부패 법안이 위헌이라고 판결했다. 젤렌스키 대통령은 의회가 이 반부패 법안을 복원하지 않으면 해외 원조, 대출, 유럽 연합 무비자 여행이 위험에 처할 것이라고 경고했다. 우크라이나 국립은행 총재는 이 문제로 인해 우크라이나가 2020년 말까지 예정된 IMF 대출 7억 달러를 받지 못할 것이라고 보고했다. IMF 평가 팀은 8개월 동안 키이우를 방문하지 않았다. 추가 IMF 대출 잔액이 풀리려면 방문이 필요했다.
2020년 12월 4일, 우크라이나 의회는 법원 판결로 중단되었던 반부패 법안을 복원하여, 소득에 대해 허위 정보를 제공하는 공무원에 대한 형사 처벌을 재승인했다. 2020년 12월 29일, 볼로디미르 젤렌스키 대통령은 올렉산드르 투피츠키 헌법재판소장을 2개월간 정직시켜 2020년 10월 법원의 결정을 번복했다.
2022년 7월 19일, 공개 경쟁 절차를 통해 우크라이나 반부패 특별검찰청 (SAPO, NABU를 감독함)의 새 수장을 선발하기 위해 구성된 위원회는 37명의 후보 중 올렉산드르 클리멘코를 최종 합격자로 발표했다.

## 대중의 인식
우크라이나인들에 따르면, 2010년대 초반에 가장 부패한 기관은 사법부, 경찰, 공무원, 의료 서비스 및 의회였다.

### 부패 인식 지수 평가

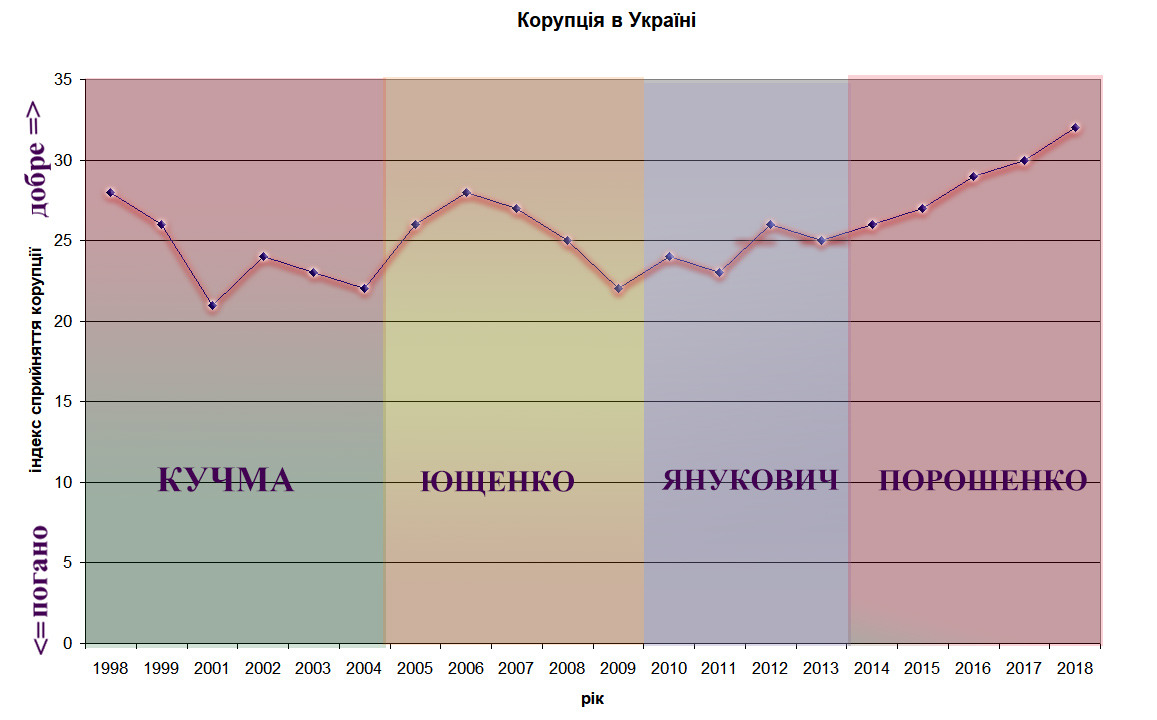
우크라이나의 부패 인식 지수 평가 (1998-2018). 낮은 점수는 높은 부패 수준을, 높은 점수는 낮은 부패 수준을 나타낸다.

국제 투명성 기구는 각국의 부패 인식 지수 점수를 나열하는 연간 보고서를 발행한다. 이 "점수는 기업인과 국가 분석가들이 인식하는 부패 수준을 나타내며, 2011년까지 10점(매우 깨끗함)에서 0점(매우 부패함) 사이였다." 2012년부터는 0-100점 척도로 점수가 제시되었다.
다음 표는 1999년부터 국제 투명성 기구의 연간 보고서를 기반으로 한 우크라이나의 부패 인식 지수 순위를 나열한 것이다. 점수 계산 방식은 2012년에 변경되어 한 국가의 점수를 연도별로 비교할 수 있게 되었다. 2012년 이전에는 한 국가의 점수를 같은 해의 다른 국가 점수와만 의미 있게 비교할 수 있었다.
| 연도 | 순위             | 부패 인식 지수 점수 | 부패 인식 지수 점수 | 신뢰 구간 | 표준 편차       | 표준 오차       | 사용된 조사 | 출처    |
| 연도 | 순위             | 0-10                | 0-100               | 신뢰 구간 | 표준 편차       | 표준 오차       | 사용된 조사 | 출처    |
| ---- | ---------------- | ------------------- | ------------------- | --------- | --------------- | --------------- | ----------- | ------- |
| 1998 | 85개국 중 69위   | 2.8                 |                     |           | 1.6             |                 | 6           | [ 150 ] |
| 1999 | 99개국 중 75위   | 2.6                 | 1.4                 | 10        | [ 151 ]         |                 |             |         |
| 2001 | 91개국 중 83위   | 2.1                 | 1.1                 | 6         | [ 152 ]         |                 |             |         |
| 2002 | 102개국 중 85위  | 2.4                 | 0.7                 | 6         | [ 153 ]         |                 |             |         |
| 2003 | 133개국 중 106위 | 2.3                 | 0.6                 | 10        | [ 154 ]         |                 |             |         |
| 2004 | 146개국 중 122위 | 2.2                 | 2.0–2.4             |           | 10              | [ 155 ]         |             |         |
| 2005 | 158개국 중 107위 | 2.6                 | 2.4–2.8             | 8         | [ 156 ]         |                 |             |         |
| 2006 | 163개국 중 99위  | 2.8                 | 2.5–3.0             | 6         | [ 145 ] [ 157 ] |                 |             |         |
| 2007 | 179개국 중 118위 | 2.7                 | 2.4–3.0             | 7         | [ 158 ] [ 159 ] |                 |             |         |
| 2008 | 180개국 중 134위 | 2.5                 | 2.0–2.8             | 8         | [ 160 ] [ 161 ] |                 |             |         |
| 2009 | 180개국 중 146위 | 2.2                 | 2.0–2.6             | 8         | [ 162 ] [ 163 ] |                 |             |         |
| 2010 | 178개국 중 134위 | 2.4                 | 2.1–2.6             | 8         | [ 164 ] [ 165 ] |                 |             |         |
| 2011 | 183개국 중 152위 | 2.3                 | 2.1–2.5             | 10        | [ 166 ] [ 167 ] |                 |             |         |
| 2012 | 176개국 중 144위 |                     | 26                  | 24–29     | 8               | [ 168 ] [ 146 ] |             |         |
| 2013 | 175개국 중 144위 | 25                  | 22–28               | 8         | [ 169 ]         |                 |             |         |
| 2014 | 175개국 중 142위 | 26                  | 23-29               | 1.6       | 8               | [ 170 ] [ 171 ] |             |         |
| 2015 | 167개국 중 130위 | 27                  | 24-30               | 5.46      | 1.93            | 8               | [ 172 ]     |         |
| 2016 | 176개국 중 131위 | 29                  | 25-32               |           | 1.97            | 9               | [ 173 ]     |         |
| 2017 | 180개국 중 130위 | 30                  |                     |           |                 | [ 174 ]         |             |         |
| 2018 | 180개국 중 120위 | 32                  |                     |           |                 | [ 175 ]         |             |         |
| 2019 | 180개국 중 126위 | 30                  |                     |           |                 | [ 176 ]         |             |         |
| 2020 | 180개국 중 117위 | 33                  |                     |           |                 | [ 177 ]         |             |         |
| 2021 | 180개국 중 122위 | 32                  |                     |           |                 | [ 178 ]         |             |         |
| 2022 | 180개국 중 116위 | 33                  |                     |           |                 | [ 179 ]         |             |         |
| 2023 | 180개국 중 104위 | 36                  |                     |           |                 | [ 180 ]         |             |         |
| 2024 | 180개국 중 105위 | 35                  |                     |           |                 | [ 181 ]         |             |         |

참고: 1999년과 2000년의 데이터는 각각 1998년과 1999년으로 기재되었다. 2001년부터는 보고서 연도의 데이터로 기재되었다. 2005년까지는 연간 보고서에 지수 점수의 불확실성 측정값이 포함되었지만, 2006년부터는 연간 보고서에서 생략되고 CPI 보고서에 포함되었다.

## 같이 보기
- 우크라이나의 범죄
- 라리사 골니크 – 우크라이나의 반부패 내부고발자 판사
- 우크라이나 국가반부패국

## 내용주
1. ↑  알바니아, 아르메니아, 아제르바이잔, 벨라루스, 보스니아 헤르체고비나, 조지아, 카자흐스탄, 코소보, 키르기스스탄, 몰도바, 몬테네그로, 북마케도니아, 러시아, 세르비아, 타지키스탄, 튀르키예, 투르크메니스탄, 우크라이나, 우즈베키스탄